# Tvoje solze me bolijo (album)
Tvoje solze me bolijo je 5. album Ansambla Modrijani, ki je izšel leta 2006. Istega leta je prejel malo ploščo.

## Seznam pesmi
| Št. | Naslov                                    | Pisec                                  | Dolžina |
| --- | ----------------------------------------- | -------------------------------------- | ------- |
| 1.  | „Tvoje solze me bolijo‟                   | Franc Šegovc/Franc Šegovc/Franc Šegovc | 3:44    |
| 2.  | „Bogdaj!‟                                 | Franc Šegovc/Vera Šolinc/Franc Šegovc  | 2:16    |
| 3.  | „Venček uspešnic‟                         | več avtorjev                           | 6:05    |
| 4.  | „Tvoje solze me bolijo – karaoke verzija‟ | Franc Šegovc/Franc Šegovc/Franc Šegovc | 3:16    |
| 5.  | „Bogdaj! – karaoke verzija‟               | Franc Šegovc/Vera Šolinc/Franc Šegovc  | 2:15    |

## O pesmih
- Tvoje solze me bolijo - S to skladbo se je ansambel uvrstil v finale festivala Slovenska polka in valček 2006 v kategoriji valčkov.[1] Skladba se nahaja tudi na kompilacijskem albumu Uspešnice 2.[2]